# British Commonwealth Games 1974/Leichtathletik
Bei den British Commonwealth Games 1974 in Christchurch wurden in der Leichtathletik zwischen dem 25. Januar und dem 2. Februar 1974 insgesamt 37 Wettbewerbe veranstaltet, davon 23 für Männer und 14 für Frauen. Austragungsort war der Queen Elizabeth II Park.

## Männer

### 100-Meter-Lauf
| Platz | Athlet         | Land | Zeit (s) |
| ----- | -------------- | ---- | -------- |
| 1     | Donald Quarrie | JAM  | 10,38    |
| 2     | John Mwebi     | KEN  | 10,51    |
| 3     | Ohene Karikari | GHA  | 10,51    |
| 4     | George Daniels | GHA  | 10,53    |
| 5     | Greg Lewis     | AUS  | 10,55    |
| 6     | Kola Abdulai   | NGR  | 10,55    |
| 7     | Les Piggot     | SCO  | 10,56    |
| 8     | Graham Haskell | AUS  | 10,66    |

Finale: 26. Januar 
Wind: -0,5 m/s

### 200-Meter-Lauf
| Platz | Athlet         | Land | Zeit (s) |
| ----- | -------------- | ---- | -------- |
| 1     | Donald Quarrie | JAM  | 20,73    |
| 2     | George Daniels | GHA  | 20,97    |
| 3     | Bevan Smith    | NZL  | 21,08    |
| 4     | Graham Haskell | AUS  | 21,12    |
| 5     | Greg Lewis     | AUS  | 21,17    |
| 6     | Chris Monk     | ENG  | 21,26    |
| 7     | David Jenkins  | SCO  | 21,49    |
| 8     | John Mwebi     | KEN  | 21,60    |

Finale: 29. Januar 
Wind: -0,6 m/s

### 400-Meter-Lauf
| Platz | Athlet         | Land | Zeit (s) |
| ----- | -------------- | ---- | -------- |
| 1     | Charles Asati  | KEN  | 46,04    |
| 2     | Silver Ayoo    | UGA  | 46,07    |
| 3     | Claver Kamanya | TAN  | 46,16    |
| 4     | David Jenkins  | SCO  | 46,46    |
| 5     | Bruce Field    | AUS  | 46,58    |
| 6     | Bevan Smith    | NZL  | 46,60    |
| 7     | Pius Olowu     | UGA  | 46,84    |
| 8     | Mamman Makama  | NGR  | 47,19    |

Finale: 26. Januar 

### 800-Meter-Lauf
| Platz | Athlet         | Land | Zeit (min) |
| ----- | -------------- | ---- | ---------- |
| 1     | John Kipkurgat | KEN  | 1:43,91    |
| 2     | Mike Boit      | KEN  | 1:44,39    |
| 3     | John Walker    | NZL  | 1:44,92    |
| 4     | Filbert Bayi   | TAN  | 1:45,32    |
| 5     | Andy Carter    | ENG  | 1:45,97    |
| 6     | Bill Hooker    | AUS  | 1:46,75    |
| 7     | Daniel Omwanza | KEN  | 1:47,66    |
| 8     | Phil Lewis     | WAL  | 1:48,90    |

Finale: 29. Januar 

### 1500-Meter-Lauf
| Platz | Athlet           | Land | Zeit (min) |
| ----- | ---------------- | ---- | ---------- |
| 1     | Filbert Bayi     | TAN  | 3:32,16    |
| 2     | John Walker      | NZL  | 3:32,52    |
| 3     | Ben Jipcho       | KEN  | 3:33,16    |
| 4     | Rod Dixon        | NZL  | 3:33,89    |
| 5     | Graham Crouch    | AUS  | 3:34,22    |
| 6     | Mike Boit        | KEN  | 3:36,84    |
| 7     | Brendan Foster   | ENG  | 3:37,64    |
| 8     | Suleiman Nyambui | TAN  | 3:39,62    |

Finale: 2. Februar

### 5000-Meter-Lauf
| Platz | Athlet           | Land | Zeit (min) |
| ----- | ---------------- | ---- | ---------- |
| 1     | Ben Jipcho       | KEN  | 13:14,3    |
| 2     | Brendan Foster   | ENG  | 13:14,6    |
| 3     | Dave Black       | ENG  | 13:23,52   |
| 4     | Suleiman Nyambui | TAN  | 13:34,91   |
| 5     | Ian Stewart      | SCO  | 13:40,32   |
| 6     | David Fitzsimons | AUS  | 13:42,83   |
| 7     | Joshua Kimeto    | KEN  | 13:43,6    |
| 8     | Gordon Minty     | WAL  | 13:45,48   |

Finale: 29. Januar

### 10.000-Meter-Lauf
| Platz | Athlet          | Land | Zeit (min) |
| ----- | --------------- | ---- | ---------- |
| 1     | Richard Tayler  | NZL  | 27:46,40   |
| 2     | Dave Black      | ENG  | 27:48,49   |
| 3     | Richard Juma    | KEN  | 27:56,96   |
| 4     | David Bedford   | ENG  | 28:14,67   |
| 5     | Dan Shaughnessy | CAN  | 28:14,67   |
| 6     | Ian Stewart     | SCO  | 28:17,05   |
| 7     | Tony Simmons    | ENG  | 28:28,54   |
| 8     | Gordon Minty    | WAL  | 28:44,27   |

25. Januar

### Marathon
| Platz | Athlet           | Land | Zeit (h) |
| ----- | ---------------- | ---- | -------- |
| 1     | Ian Thompson     | ENG  | 2:09:12  |
| 2     | Jack Foster      | NZL  | 2:11:19  |
| 3     | Richard Mabuza   | SWZ  | 2:12:55  |
| 4     | Terry Manners    | NZL  | 2:12:59  |
| 5     | John Farrington  | AUS  | 2:14:04  |
| 6     | Donald Macgregor | SCO  | 2:14:16  |
| 7     | Bernie Plain     | WAL  | 2:14:57  |
| 8     | Colin Kirkham    | ENG  | 2:16:07  |

31. Januar

### 20 Meilen Gehen
| Platz | Athlet         | Land | Zeit (h) |
| ----- | -------------- | ---- | -------- |
| 1     | John Warhurst  | ENG  | 2:35:23  |
| 2     | Roy Thorpe     | ENG  | 2:39:03  |
| 3     | Peter Fullager | AUS  | 2:42:09  |
| 4     | Graham Young   | IOM  | 2:42:56  |
| 5     | Ian Hodgkinson | AUS  | 2:44:56  |
| 6     | Les Stevenson  | NZL  | 2:46:57  |
| 7     | Ross Haywood   | AUS  | 2:50:56  |
| 8     | Allan Callow   | IOM  | 2:53:13  |

29. Januar

### 110-Meter-Hürdenlauf
| Platz | Athlet              | Land | Zeit (s) |
| ----- | ------------------- | ---- | -------- |
| 1     | Fatwell Kimaiyo     | KEN  | 13,69    |
| 2     | Berwyn Price        | WAL  | 13,84    |
| 3     | Max Binnington      | AUS  | 13,88    |
| 4     | Warren Parr         | AUS  | 14,04    |
| 5     | C. J. Kirkpatrick   | NIR  | 14,25    |
| 6     | Adeola Aboyade-Cole | NGR  | 14,25    |
| 7     | Godwin Obasogie     | NGR  | 14,39    |
| 8     | Vincent Plant       | AUS  | 14,89    |

Finale: 26. Januar
Wind: -0,1

### 400-Meter-Hürdenlauf
| Platz | Athlet          | Land | Zeit (s) |
| ----- | --------------- | ---- | -------- |
| 1     | Alan Pascoe     | ENG  | 48,83    |
| 2     | Bruce Field     | AUS  | 49,32    |
| 3     | William Koskei  | KEN  | 49,34    |
| 4     | Fatwell Kimaiyo | KEN  | 49,63    |
| 5     | Cosmas Silei    | KEN  | 50,02    |
| 6     | Bill Hartley    | ENG  | 50,20    |
| 7     | Gary Knoke      | AUS  | 50,23    |
| 8     | Colin O’Neill   | WAL  | 50,58    |

Finale: 29. Januar

### 3000-Meter-Hindernislauf
| Platz | Athlet         | Land | Zeit (min) |
| ----- | -------------- | ---- | ---------- |
| 1     | Ben Jipcho     | KEN  | 8:20,67    |
| 2     | John Davies    | WAL  | 8:24,8     |
| 3     | Evans Mogaka   | KEN  | 8:28,51    |
| 4     | John Bicourt   | ENG  | 8:29,6     |
| 5     | Euan Robertson | NZL  | 8:35,2     |
| 6     | Bernie Hayward | WAL  | 8:36,2     |
| 7     | Steve Hollings | ENG  | 8:40,4     |
| 8     | Amos Biwott    | KEN  | 8:41,4     |

26. Januar 

### 4-mal-100-Meter-Staffel
| Platz | Land       | Athleten                                                       | Zeit (s) |
| ----- | ---------- | -------------------------------------------------------------- | -------- |
| 1     | Australien | Greg Lewis Laurie D’Arcy Andrew Ratcliffe Graham Haskell       | 39,31    |
| 2     | Ghana      | Albert Lomotey Ohene Karikari Kofi Okyir George Daniels        | 39,61    |
| 3     | Nigeria    | Timon Oyebami Benedict Majekodunmi Kola Abdulai James Olakunle | 39,70    |
| 4     | Jamaika    | Richard Hardware Alfred Daley Lennox Miller Donald Quarrie     | 39,77    |
| 5     | Schottland | Les Piggot Don Halliday Gus McKenzie David Jenkins             | 39,80    |
| 6     | England    | Brian Green Chris Monk Ian Matthews Derek Cole                 | 39,97    |
| 7     | Neuseeland | Grant Anderson Trevor Cochrane Bevan Smith Kerry Hill          | 40,41    |
| 8     | Kenia      | Paul Njoroge Tochi Mochache John Mwebi Charles Asati           | 40,50    |

### 4-mal-400-Meter-Staffel
| Platz | Land       | Athleten                                                   | Zeit (min) |
| ----- | ---------- | ---------------------------------------------------------- | ---------- |
| 1     | Kenia      | Charles Asati Francis Musyoki William Koskei Julius Sang   | 3:04,43    |
| 2     | England    | John Wilson Andy Carter Bill Hartley Alan Pascoe           | 3:06,66    |
| 3     | Uganda     | Pius Olowu William Dralu Samuel Kakonge Silver Ayoo        | 3:07,45    |
| 4     | Australien | Bruce Field Gary Knoke Max Binnington Bill Hooker          | 3:07,51    |
| 5     | Neuseeland | Phil Kear Richard Endean Trevor Cochrane Bevan Smith       | 3:08,01    |
| 6     | Wales      | Colin O’Neill Wynford Leyshon Phil Lewis Mike Delaney      | 3:08,61    |
| 7     | Nigeria    | Alade Owoeye Bruce Ijirighwo Mamman Makama Musa Dogon Yaro | 3:08,81    |
| 8     | Fidschi    | Samuela Bulai Seru Gukilau Aca Similo Richard Kermode      | 3:23,35    |

### Hochsprung
| Platz | Athlet              | Land | Weite (m) |
| ----- | ------------------- | ---- | --------- |
| 1     | Gordon Windeyer     | AUS  | 2,16      |
| 2     | Lawrie Peckham      | AUS  | 2,14      |
| 3     | Claude Ferragne     | CAN  | 2,12      |
| 4     | John Beers          | CAN  | 2,10      |
| 5     | John Hawkins        | CAN  | 2,10      |
| 6     | Nor Azhar Hamid     | SIN  | 2,08      |
| 7     | Sheikh Tidiane Faye | GAM  | 2,05      |
| 8     | Lanyumi Sumuni      | TAN  | 1,95      |

29. Januar

### Stabhochsprung
| Platz | Athlet       | Land | Höhe (m) |
| ----- | ------------ | ---- | -------- |
| 1     | Donald Baird | AUS  | 5,05     |
| 2     | Mike Bull    | NIR  | 5,00     |
| 3     | Brian Hooper | ENG  | 5,00     |
| 4     | Ray Boyd     | AUS  | 4,80     |
| 5     | Peter Tracy  | NZL  | 4,60     |
|       | Dave Lease   | WAL  | NM       |

31. Januar

### Weitsprung
| Platz | Athlet            | Land | Weite (m) |
| ----- | ----------------- | ---- | --------- |
| 1     | Alan Lerwill      | ENG  | 7,94      |
| 2     | Chris Commons     | AUS  | 7,92      |
| 3     | Joshua Owusu      | GHA  | 7,75      |
| 4     | Kingsley Adams    | GHA  | 7,68      |
| 5     | Bruce Field       | AUS  | 7,63      |
| 6     | John Okoro        | NGR  | 7,58      |
| 7     | Fidelis Ndyabagye | UGA  | 7,50      |
| 8     | Murray Tolbert    | AUS  | 7,42      |

Finale: 29. Januar

### Dreisprung
| Platz | Athlet              | Land | Weite (m) |
| ----- | ------------------- | ---- | --------- |
| 1     | Joshua Owusu        | GHA  | 16,50     |
| 2     | Mohinder Singh Gill | IND  | 16,44     |
| 3     | Moise Pomaney       | GHA  | 16,23     |
| 4     | Johnson Amoah       | GHA  | 15,63     |
| 5     | Phil May            | AUS  | 15,63     |
| 6     | Dave Norris         | NZL  | 15,41     |
| 7     | Don Commons         | AUS  | 15,35     |
| 8     | Johnson Mogusu      | KEN  | 15,29     |

Finale: 2. Februar

### Kugelstoßen
| Platz | Athlet                     | Land | Weite (m) |
| ----- | -------------------------- | ---- | --------- |
| 1     | Geoff Capes                | ENG  | 20,74     |
| 2     | Mike Winch                 | ENG  | 19,36     |
| 3     | Bruce Pirnie               | CAN  | 18,68     |
| 4     | Bill Tancred               | ENG  | 18,13     |
| 5     | Robin Tait                 | NZL  | 17,71     |
| 6     | Ray Rigby                  | AUS  | 16,98     |
| 7     | Tony Satchwell             | JER  | 16,29     |
| 8     | Sitiveni Ligamamada Rabuka | FIJ  | 14,14     |

2. Februar

### Diskuswurf
| Platz | Athlet         | Land | Weite (m) |
| ----- | -------------- | ---- | --------- |
| 1     | Robin Tait     | NZL  | 63,08     |
| 2     | Bill Tancred   | ENG  | 59,48     |
| 3     | John Hillier   | ENG  | 57,22     |
| 4     | Ain Roost      | CAN  | 56,70     |
| 5     | Geoff Capes    | ENG  | 51,84     |
| 6     | Samuel Onyac   | UGA  | 49,68     |
| 7     | Tony Satchwell | JER  | 48,74     |
| 8     | Thomas Gibure  | TAN  | 44,40     |

31. Januar

### Hammerwurf
| Platz | Athlet          | Land | Weite (m) |
| ----- | --------------- | ---- | --------- |
| 1     | Ian Chipchase   | ENG  | 69,56     |
| 2     | Howard Payne    | ENG  | 68,02     |
| 3     | Peter Farmer    | AUS  | 67,48     |
| 4     | Barry Williams  | ENG  | 66,82     |
| 5     | Murray Cheater  | NZL  | 65,82     |
| 6     | Chris Black     | SCO  | 64,40     |
| 7     | Warwick Nicholl | NZL  | 63,72     |
| 8     | Lawrie Bryce    | SCO  | 59,52     |

25. Januar

### Speerwurf
| Platz | Athlet           | Land | Weite (m) |
| ----- | ---------------- | ---- | --------- |
| 1     | Charles Clover   | ENG  | 84,92     |
| 2     | Dave Travis      | ENG  | 79,92     |
| 3     | John Mayaka      | KEN  | 77,56     |
| 4     | Rick Dowswell    | CAN  | 73,88     |
| 5     | Brian Roberts    | ENG  | 73,54     |
| 6     | Anthony Oyakhire | NGR  | 72,42     |
| 7     | Rob Lethbridge   | AUS  | 66,22     |

2. Februar

### Zehnkampf
| Platz | Athlet          | Land | Punkte |
| ----- | --------------- | ---- | ------ |
| 1     | Mike Bull       | NIR  | 7417   |
| 2     | Barry King      | ENG  | 7277   |
| 3     | Rob Lethbridge  | AUS  | 7270   |
| 4     | Dave Kidner     | SCO  | 7188   |
| 5     | Sanitesi Latu   | TGA  | 7140   |
| 6     | Iafeta Sua’mene | SAM  | 6993   |
| 7     | Roger Main      | NZL  | 6799   |
| 8     | Terry Beaton    | AUS  | 6780   |

27. Januar

## Frauen

### 100-Meter-Lauf
| Platz | Athletin         | Land | Zeit (s) |
| ----- | ---------------- | ---- | -------- |
| 1     | Raelene Boyle    | AUS  | 11,27    |
| 2     | Andrea Lynch     | ENG  | 11,31    |
| 3     | Denise Robertson | AUS  | 11,50    |
| 4     | Alice Annum      | GHA  | 11,52    |
| 5     | Wendy Brown      | NZL  | 11,59    |
| 6     | Marjorie Bailey  | CAN  | 11,66    |
| 7     | Rosie Allwood    | JAM  | 11,73    |
| 8     | Jennifer Lamy    | AUS  | 11,83    |

Finale: 26. Januar
Wind: 0,5 m/s

### 200-Meter-Lauf
| Platz | Athletin         | Land | Zeit (s) |
| ----- | ---------------- | ---- | -------- |
| 1     | Raelene Boyle    | AUS  | 22,50    |
| 2     | Denise Robertson | AUS  | 22,73    |
| 3     | Alice Annum      | GHA  | 22,90    |
| 4     | Marjorie Bailey  | CAN  | 23,13    |
| 5     | Ruth Williams    | JAM  | 23,39    |
| 6     | Wendy Brown      | NZL  | 23,44    |
| 7     | Robyn Boak       | AUS  | 23,45    |
| 8     | Patty Loverock   | CAN  | 23,76    |

Finale: 29. Januar
Wind: 0,6 m/s

### 400-Meter-Lauf
| Platz | Athletin          | Land | Zeit (s) |
| ----- | ----------------- | ---- | -------- |
| 1     | Yvonne Saunders   | CAN  | 51,67    |
| 2     | Verona Bernard    | ENG  | 51,94    |
| 3     | Charlene Rendina  | AUS  | 52,08    |
| 4     | Jannette Roscoe   | ENG  | 53,18    |
| 5     | Judy Canty        | AUS  | 53,47    |
| 6     | Marilyn Neufville | JAM  | 54,04    |
| 7     | Penny Hunt        | NZL  | 54,30    |
| 8     | Beth Nail         | AUS  | 54,54    |

Finale: 26. Januar

### 800-Meter-Lauf
| Platz | Athletin          | Land | Zeit (min) |
| ----- | ----------------- | ---- | ---------- |
| 1     | Charlene Rendina  | AUS  | 2:01,11    |
| 2     | Sue Haden         | NZL  | 2:02,04    |
| 3     | Sabina Chebichi   | KEN  | 2:02,61    |
| 4     | Joan Allison      | ENG  | 2:03,10    |
| 5     | Lorraine Moller   | NZL  | 2:03,63    |
| 6     | Maureen Crowley   | CAN  | 2:05,26    |
| 7     | Shirley Somervell | NZL  | 2:05,83    |
| 8     | Rose Tata         | KEN  | 2:13,26    |

Finale: 29. Januar

### 1500-Meter-Lauf
| Platz | Athletin        | Land | Zeit (min) |
| ----- | --------------- | ---- | ---------- |
| 1     | Glenda Reiser   | CAN  | 4:07,78    |
| 2     | Joan Allison    | ENG  | 4:10,66    |
| 3     | Thelma Wright   | CAN  | 4:12,26    |
| 4     | Mary Stewart    | SCO  | 4:14,73    |
| 5     | Sabina Chebichi | KEN  | 4:18,56    |
| 6     | Anne Garrett    | NZL  | 4:21,05    |
| 7     | Jennifer Orr    | AUS  | 4:22,54    |
| 8     | Sylvia Potts    | NZL  | 4:23,12    |

Finale: 2. Februar

### 100-Meter-Hürdenlauf
| Platz | Athletin        | Land | Zeit (s) |
| ----- | --------------- | ---- | -------- |
| 1     | Judy Vernon     | ENG  | 13,45    |
| 2     | Gaye Dell       | AUS  | 13,54    |
| 3     | Modupe Oshikoya | NGR  | 13,69    |
| 4     | Jennifer Jones  | AUS  | 13,83    |
| 5     | Michelle Miles  | NZL  | 13,89    |
| 6     | Sally Moir      | AUS  | 13,93    |
| 7     | Brenda Matthews | NZL  | 13,95    |
| 8     | Liz Damman      | CAN  | 13,97    |

Finale: 31. Januar
Wind: 1,0 m/s

### 4-mal-100-Meter-Staffel
| Platz | Land       | Athletinnen                                                 | Zeit (s) |
| ----- | ---------- | ----------------------------------------------------------- | -------- |
| 1     | Australien | Jennifer Lamy Denise Robertson Robyn Boak Raelene Boyle     | 43,51    |
| 2     | England    | Sonia Lannaman Barbara Martin Judy Vernon Andrea Lynch      | 44,30    |
| 3     | Ghana      | Rose Asiedua Josephine Ocran Hannah Afriyie Alice Annum     | 44,35    |
| 4     | Kanada     | Lyn Kellond Liz Damman Patty Loverock Marjorie Bailey       | 44,51    |
| 5     | Neuseeland | Kim Robertson Brenda Matthews Gail Wooten Wendy Brown       | 44,68    |
| 6     | Nigeria    | Utifon Ufon Oko Beatrice Ewuzie Ashanti Obi Modupe Oshikoya | 45,22    |
| 7     | Schottland | Chris Salmond Ruth Watt Alison MacRitchie Helen Golden      | 46,22    |
| 8     | Tansania   | Rose Mfunya Amira Mohamed Philomena Chezi Nzaeli Kyomo      | 46,43    |

### 4-mal-400-Meter-Staffel
| Platz | Land       | Athletinnen                                                   | Zeit (min) |
| ----- | ---------- | ------------------------------------------------------------- | ---------- |
| 1     | England    | Sue Pettett Ruth Kennedy Jannette Roscoe Verona Bernard       | 3:29,23    |
| 2     | Australien | Margaret Ramsay Judy Canty Terri-Ann Wangman Charlene Rendina | 3:30,72    |
| 3     | Kanada     | Margaret McGowan Maureen Crowley Brenda Walsh Yvonne Saunders | 3:33,92    |
| 4     | Schottland | Margaret Coomber Evelyn McMeekin Rosemary Wright Helen Golden | 3:35,21    |
| 5     | Neuseeland | Shirley Somervell Sue Gukilau Lorraine Tong Penny Hunt        | 3:37,53    |
| 6     | Nigeria    | Roseline Joshua Ngozi Nwosu Sola Adeduro Florence Mbakwe      | 3:40,83    |
| 7     | Ghana      | Helen Opoku Mercy Adomah Rose Asiedua Alice Annum             | 3:43,78    |
| 8     | Kenia      | Elizabeth Cheptum Sabina Chebichi Rose Tata Elizabeth Chelimo | 3:51,91    |

### Hochsprung
| Platz | Athletin         | Land | Höhe (m) |
| ----- | ---------------- | ---- | -------- |
| 1     | Barbara Lawton   | ENG  | 1,84     |
| 2     | Louise Hanna     | CAN  | 1,82     |
| 3     | Brigitte Bittner | CAN  | 1,80     |
| 4     | Ruth Watt        | SCO  | 1,78     |
| 5     | Val Harrison     | ENG  | 1,76     |
| 6     | Debbie McCawley  | AUS  | 1,73     |
| 7     | Ann Wilson       | ENG  | 1,73     |
| 8     | Mary Peters      | NIR  | 1,70     |

2. Februar

### Weitsprung
| Platz | Athletin          | Land | Weite (m) |
| ----- | ----------------- | ---- | --------- |
| 1     | Modupe Oshikoya   | NGR  | 6,46      |
| 2     | Brenda Eisler     | CAN  | 6,38      |
| 3     | Ruth Martin-Jones | WAL  | 6,38      |
| 4     | Myra Nimmo        | SCO  | 6,34      |
| 5     | Lyn Tillett       | AUS  | 6,30      |
| 6     | Erica Nixon       | AUS  | 6,25      |
| 7     | Sheila Sherwood   | ENG  | 6,21      |
| 8     | Maureen Chitty    | ENG  | 6,20      |

Finale: 31. Januar

### Kugelstoßen
| Platz | Athletin        | Land | Weite (m) |
| ----- | --------------- | ---- | --------- |
| 1     | Jane Haist      | CAN  | 16,12     |
| 2     | Valerie Young   | NZL  | 15,29     |
| 3     | Jean Roberts    | AUS  | 15,24     |
| 4     | Mary Peters     | NIR  | 14,88     |
| 5     | Barbara Poulsen | NZL  | 14,60     |
| 6     | Brenda Bedford  | ENG  | 14,48     |
| 7     | Rosemary Payne  | SCO  | 14,19     |
| 8     | Diane Jones     | CAN  | 14,15     |

Finale: 27. Januar

### Diskuswurf
| Platz | Athletin         | Land | Weite (m) |
| ----- | ---------------- | ---- | --------- |
| 1     | Jane Haist       | CAN  | 55,52     |
| 2     | Rosemary Payne   | SCO  | 53,94     |
| 3     | Carol Martin     | CAN  | 53,16     |
| 4     | Jean Roberts     | AUS  | 53,12     |
| 5     | Dorothy Swinyard | ENG  | 51,30     |
| 6     | Meg Ritchie      | SCO  | 51,02     |
| 7     | Sally Mene       | NZL  | 48,80     |
| 8     | Sue Culley       | AUS  | 48,04     |

Finale: 26. Januar

### Speerwurf
| Platz | Athletin        | Land | Weite (m) |
| ----- | --------------- | ---- | --------- |
| 1     | Petra Rivers    | AUS  | 55,48     |
| 2     | Jenny Symon     | AUS  | 52,14     |
| 3     | Sharon Corbett  | ENG  | 50,26     |
| 4     | Pru French      | ENG  | 50,00     |
| 5     | Tessa Sanderson | ENG  | 48,54     |
| 6     | Sandra McGookin | NZL  | 47,84     |
| 7     | Mereoni Vibose  | FIJ  | 45,84     |
| 8     | Susan James     | WAL  | 43,24     |

29. Januar

### Fünfkampf
| Platz | Athletin        | Land | Punkte |
| ----- | --------------- | ---- | ------ |
| 1     | Mary Peters     | NIR  | 4455   |
| 2     | Modupe Oshikoya | NGR  | 4423   |
| 3     | Ann Wilson      | ENG  | 4236   |
| 4     | Erica Nixon     | AUS  | 4206   |
| 5     | Barbara Poulsen | NZL  | 4158   |
| 6     | Diane Jones     | CAN  | 4079   |
| 7     | Sue Mapstone    | ENG  | 4060   |
| 8     | Sue Scott       | AUS  | 4058   |

25. Januar